# 돌풍

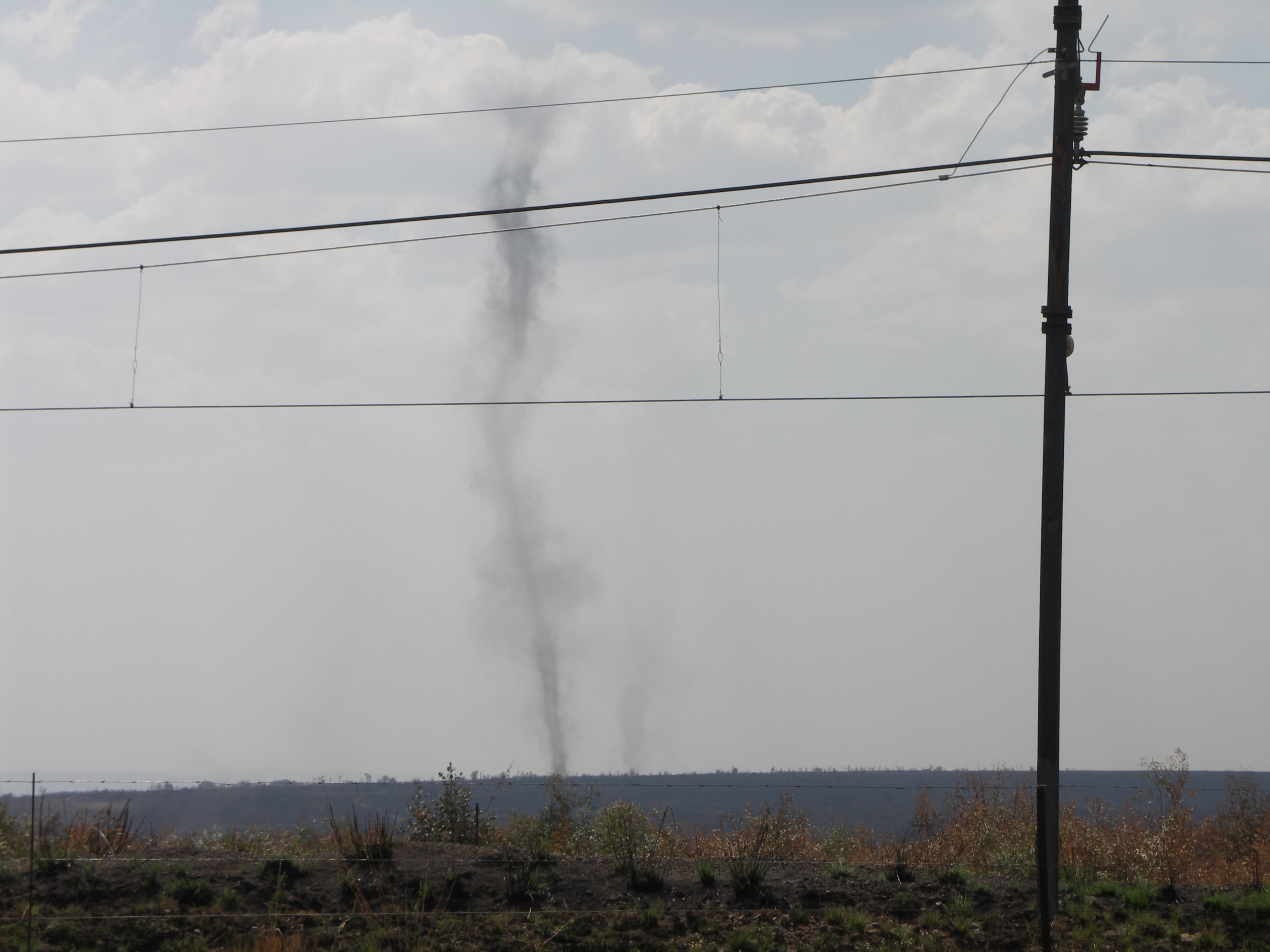

돌풍(突風, 문화어: 갑작바람)은 바람의 소용돌이가 수직적으로 배향되어 회전하는 공기기둥이 가열과 흐름 구배에 의해 생성된 난류와 인스터빌리티(불안)로 인해 생성되는 기후 현상이다. 돌풍은 세계 전체에 어떠한 계절에도 보일 수가 있다.
돌풍은 두가지로 나뉘는데 거대한 돌풍과 그렇치못한 돌풍이 그것이다. 첫 종류로는 토네이도, 용오름 등이 있다. 대기의 소용돌이의 영역은 연속체를 구성하고 단단한 경계면은 인공적인 용어이며 물리학적인 현실의 서술에 꼭 필요하지 않는 표현이다.
약간의 더 적은 돌풍은 때로 더 큰 돌풍과 비슷한 방식으로 형성될 수 있다. 이들 중간급 돌풍에는 거스트나도(gustnado)와 파이어훨(fire whirl)등을 포함된다.
다른 더 적은 소용돌이 바람으로는 돌개바람과 스팀빌 스노데빌, 먼지 데빌과 에디 소용돌이 등이 있다.

## 같이 보기
- 허리케인